# Král Štír
Štír, nazývaný král Štír nebo Štír II. je jméno jednoho nebo dvou králů Horního Egypta vládnoucího během předdynastického období (před 3000 př. n. l., období 0. dynastie).

Zápis jména krále Štíra: 
| L7 |

## Důkazy panování
Štír nebo také Hor Sereq (hieroglyfický znak pro Štíra se asi četl jako Serek) – panoval v Horním Egyptě pravděpodobně před sjednocením Egypta (srov. serech). Jeho moc přinejmenším dosahovala až k jižnímu okraji delty Nilu (k vrcholu pomyslného trojúhelníku), jelikož jeho jméno se mj. zachovalo v Tarchánu u Káhiry. Existence tohoto panovníka je sporná, protože není uveden na žádném seznamu králů, ale dokazuje ji tzv. palice krále Štíra, která byla nalezena v hlavním depozitu Hórova chrámu v Nechenu (Hierakonpolis) britskými archeology Jamesem E. Quibellem a Frederikem W. Greenem při výzkumu v letech 1897/1898.
Dnes se tato palice nachází v Ashmoleově muzeu v Oxfordu. Přesné umístění nálezu není známo díky postupu při výzkumu, ale předpokládá se, že pochází z konce předdynastického období. Na této palici je znázorněn panovník s bílou korunou Horního Egypta u jehož hlavy se nachází obrázek štíra. Po něm byl také panovník pojmenován. Král Serek je ještě spolu s bohy vyobrazen (ale jen v podobě štíra) na tzv. Paletě měst, jak motykou symbolicky ničí opevněné město.

## Král Škorpion v popkultuře
- Novela Williama Goldinga The Scorpion God je volně situována do tohoto období egyptské historie.
- Postava krále Škorpiona ve filmu Mumie se vrací z roku 2001.